# Valai Tade

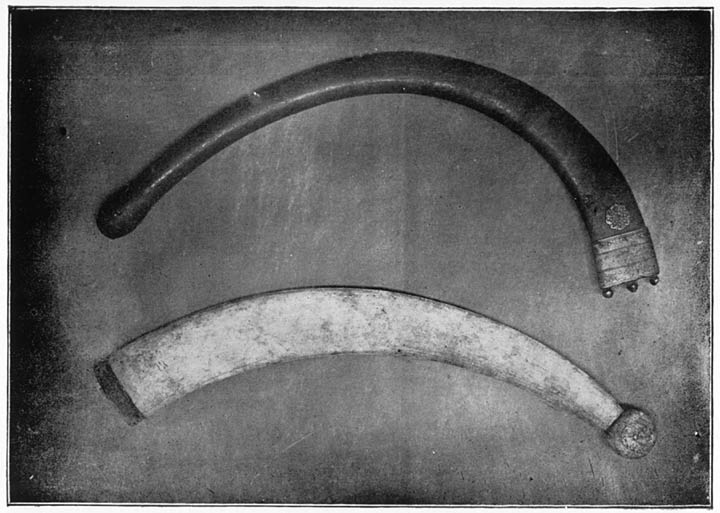
Valari aus Holz und Metall

Der Valai Tade (Tamil வளைதடி für gebogener Stock, auch Valari (வளரி), Katariya, Bira Jungee) ist ein Bumerang aus Indien.

## Beschreibung
Der Valai Tade besteht aus Holz. Er ist am Knauf eiförmig gestaltet und wird von dort zum entgegengesetzten Ende breiter. Das andere Ende ist gerade abgeschnitten. Der gesamte Valai Tade ist flach geschnitzt und mit scharf geschliffenen Außenkanten versehen. Er ähnelt dem indischen Katariya, der metallenen Ausführung eines Bumerang. Er wurde für die Jagd, als auch für den Kampf benutzt. Der Valai Tade wurde von Kriegerkasten in Indien benutzt.